# Spýros Samáras
Pour les articles homonymes, voir Samaras.
Spyrídon Filískos Samáras (en grec : Σπυρίδων Φιλίσκος Σαμάρας), plus souvent appelé Spýros Samáras (Σπύρος Σαμάρας), ou Spiro Samara, né le 17 novembre 1861 (29 novembre 1861 dans le calendrier grégorien) à Corfou et décédé le 25 mars 1917 (7 avril 1917 dans le calendrier grégorien) à Athènes, est un compositeur grec.

## Biographie

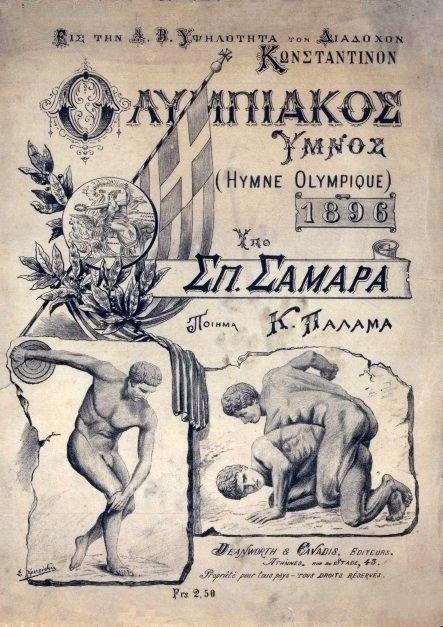
Couverture originale de l'hymne olympique, Jeux olympiques d'été de 1896.

Spýros Samáras est né à Corfou, où, enfant, il étudie avec Spyridon Xyndas (Σπυρίδων Ξύνδας). De 1875 à 1882, il fréquente le Conservatoire d'Athènes avec Federico Bolognini, Angelo Mascheroni et Enrico Stancampiano. Sa première composition Torpillae (aujourd'hui perdu) est créée à Athènes en 1879. En 1882, il se rend à Paris pour étudier au Conservatoire de Paris avec Jules Massenet. Parmi ses autres professeurs, on peut citer Léo Delibes, Théodore Dubois, et Charles Gounod. Il reste à Paris pour y composer pendant trois ans puis, en 1885, il émigre vers l'Italie.
Samáras devient rapidement une figure importante de l'opéra en Italie. Flora mirabilis est créé à Milan en 1886 suivi, en 1888, de Medge qui obtient un grand succès au Teatro Costanzi de Rome avec la diva française Emma Calvé dans le rôle-titre. Il est étroitement associé à Edoardo Sonzogno, un éditeur milanais. Sonzogno a fondé le Teatro Lirico Internazionale et choisit La Martire de Samáras pour l'ouverture du théâtre le 22 septembre 1894. L'opéra avait créé la même année à Naples et est fondé sur un livret de Luigi Illica.
Les œuvres de Samáras, très appréciées de son temps connaissent une large diffusion. Ses opéras sont montés à Paris, Monte-Carlo, Cologne, Berlin, Vienne, Malte,Bucarest, Constantinople, Smyrne, Alexandrie, Le Caire, et bien sûr en Grèce et Italie. Il écrit quinze œuvres scéniques, dont trois sur des textes de Paul Milliet : Storia d'amore o La biondinetta (1903), Mademoiselle de Belle-Isle (1905) et Rhéa (1908). Il retourne en Grèce en 1911, espérant qu'il serait nommé directeur du Conservatoire d'Athènes. Cependant, il n'a pas reçu le poste, en partie à cause de la controverse à propos de l'«École Nationale». Il compose alors des opérettes visant à satisfaire un public varié. Son dernier opéra, Tigra, commencé à cette époque et contenant une partie de sa musique la meilleure, n'a jamais été terminé. Il meurt à Athènes, à l'âge de 55 ans.
L’œuvre qui l'a fait connaître est l'hymne olympique pour lequel il compose la musique et Kostís Palamás les paroles, qui est joué pour la première fois lors des Jeux de la Ire Olympiade à Athènes en 1896. D'autres compositions musicales accompagnent les cérémonies d'ouvertures des jeux suivants jusqu'aux Jeux olympiques d'été de Rome en 1960, pour lesquels est retenue la composition de Samáras-Palamás et ce définitivement. Il devient alors l'hymne olympique officiel (décision prise par la Session du Comité international olympique en 1958).

## Œuvres principales

### Opéras et opérettes

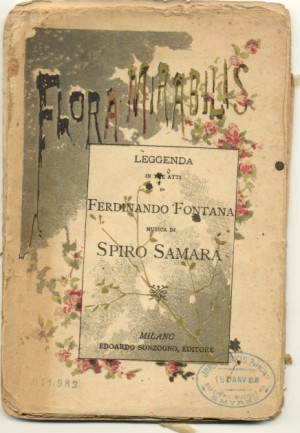
Livret original de Flora mirabilis (1887).

- Olas, opéra en 4 actes, livret de Fravassili, œuvre perdue, 1882.
- Flora mirabilis, opéra en 3 actes, livret de Ferdinando Fontana, Teatro alla Scala, Milan, 1886.
- Medge, opéra en 4 actes, livret de Ferdinando Fontana, Teatro Constanzi, Rome, 1888.
- Messidor, opéra d'après le roman d'Alexandre Dumas, Le Chevalier de Maison-Rouge, écrit avant 1891, perdu.
- Lionella, opéra en 3 actes, livret de Fontana, perdu à l'exception de la Rhapsodie hongroise, pour orchestre, Teatro alla Scala, Milan, 4 avril 1891.
- La martire, opéra en 3 actes, livret de Luigi Illica, Teatro Lirico Internazionale, Milan, 1894.
- La furia domata, opéra en 3 actes, livret de E. A. Butti et G. Macchi d'après La Mégère apprivoisée de Shakespeare, Teatro Lirico Internazionale, Milan, 1895.
- Storia d’amore o La biondinetta, opéra en 3 actes, livret de Paul Milliet, Teatro Lirico Internazionale, Milan, 1903.
- Mademoiselle de Belle-Isle, opéra in 4 actes, livret de Paul Milliet, Teatro Politeama, Gênes, 1905.
- Rhea, opéra en 3 actes, livret de Paul Milliet, Teatro Verdi, Florence, 1908.
- Tigra, opéra en 3 actes, inachevé, livret de R. Simoni, 1911.
- Pólemos en polémo, opérette en 3 actes, livret de G. Tsokopoulos and I. Delikaterinis, Athènes, 10 avril 1914.
- I pringípissa tis Sassónos, opérette en 3 actes, livret de N.I. Laskaris and P. Dimitrakopoulos, Athènes, 21 janvier 1915.
- I Kritikopoúla, opérette en 3 actes, livret de Laskaris and Dimitrakopoulos, Athènes, 30 mars 1916.

### Autres
- L'hymne olympique, cantate chorale, paroles de Kostis Palamas (1896)
- Torpillae, musique de scène, paroles de Gavziilidis et K. Triandafyllos, Athènes, 1879.
- Scènes Orientales, Quatre suites caractéristiques, pour piano, Paris, 1882
- Bohémienne, pour piano, 1888